# Laguna de Mayrán
La laguna de Mayrán es una laguna seca ubicada en el municipio mexicano de San Pedro, Coahuila. La laguna de Mayrán es un sistema endorreico (sin salida al mar) y es donde desemboca el río Nazas, originado en la Sierra Madre Occidental en el estado de Durango. Esta laguna da su nombre a la región conocida como la Comarca Lagunera o simplemente "La Laguna", que comprende los municipios de Torreón, Gómez Palacio, Lerdo y poblaciones aledañas.

## Historia

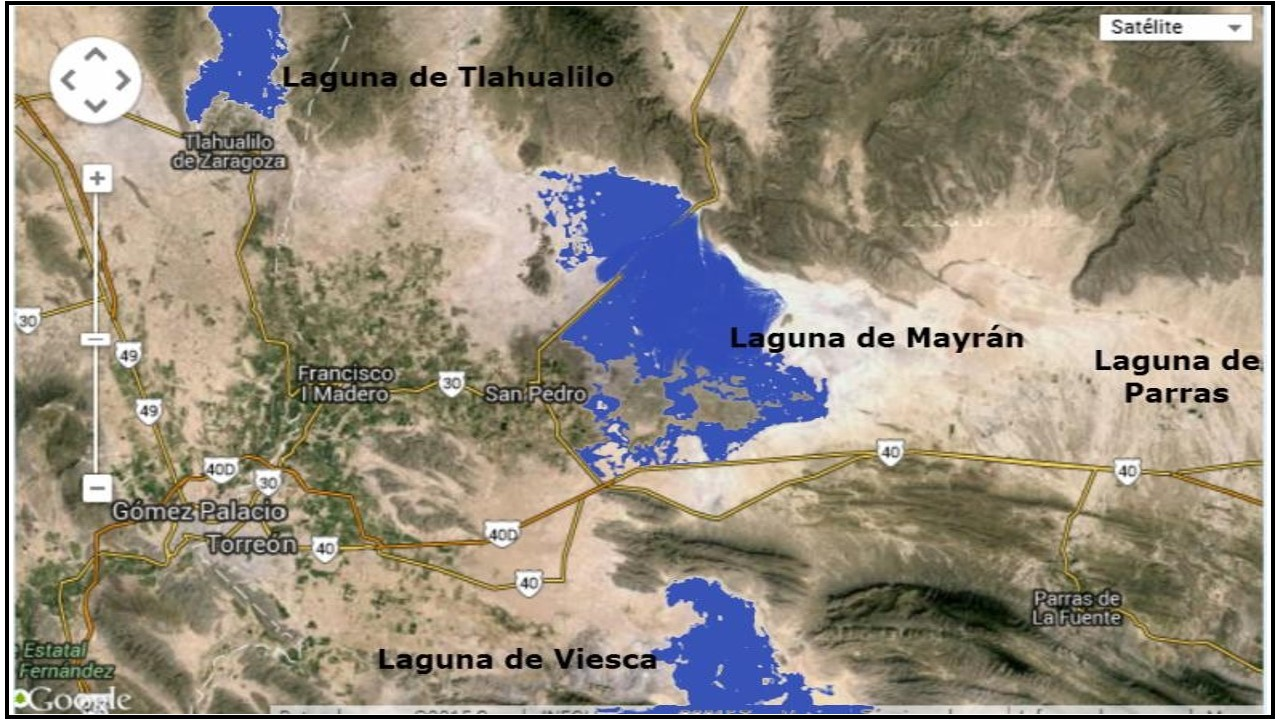
Imagen satelital que representa donde se encontraba la Laguna de Mayrán

Para beneficiar los fines agrícolas de terratenientes de la región, el río Nazas fue regulado por pequeñas presas a lo largo de los años. No fue hasta la segunda mitad del siglo veinte que se construyeron las presas "Lázaro Cárdenas" (El Palmito) y "Francisco Zarco" (Las Tórtolas), ambas en territorio duranguense, lo que sumado a la canalización que inicia en Ciudad Lerdo Durango, provocó la desaparición de la laguna y su ecosistema además de disminuir la recarga de los mantos acuíferos. Solía estar poblada por peces y aves de diversas especies, mismas que daban sustento a los pueblos autóctonos de la región. Este caso es muy similar a lo sucedido en el sistema lacustre del mar Aral pues los ríos que lo alimentaban el Amu Darya y el Syr Darya fueron desviados durante los años sesenta como parte de los proyectos agrícolas de la Unión Soviética. Ahora la cuenca del mar Aral es un desierto muy parecido a lo que se puede observar en la cuenca de la Laguna de Mayrán.

## Agua en la laguna

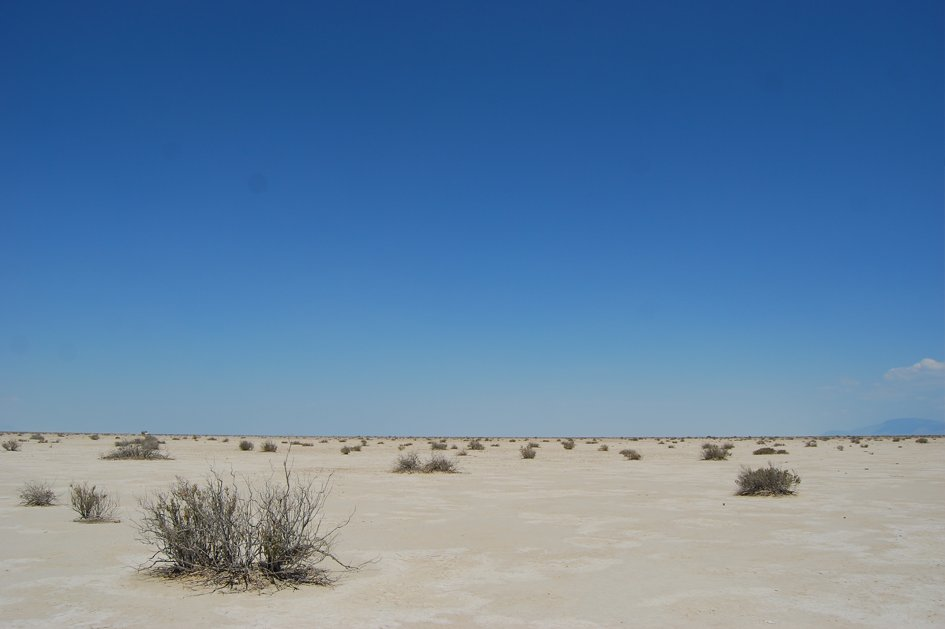
Desierto donde se encontraba la laguna

Desde la construcción de las presas y la canalización del agua, la Laguna de Mayrán se ha convertido en un desierto y sólo ocasionalmente ha tenido agua, producto del drenaje de agua excedente que se capta en las presas Lázaro Cárdenas y Francisco Zarco.
En 1968 las lluvias intensas provocaron que el Río Nazas llevara mucha agua, lo que resultó en inundaciones y que la Laguna de Mayrán se llenara de agua.
Entre el verano de 1991 y primeros meses de 1992, luego de un lluvioso año 1991, el Río Nazas nuevamente llevó agua que desembocó en la Laguna de Mayrán.
Después de 17 años, en 2008 las presas Lázaro Cárdenas y Francisco Zarco nuevamente se llenaron a su máxima capacidad, por lo que a partir del 10 de septiembre de 2008 el Nazas empezó a llevar agua desembocando en la laguna.
En 2016 nuevamente el agua del Río Nazas corrió por su cauce desembocando en la Laguna de Mayrán.
En cada ocasión que el Río Nazas ha llevado un volumen significativo de agua, las poblaciones aledañas se ven afectadas por inundaciones, especialmente en las zonas rurales de los municipios de San Pedro y Francisco I. Madero debido a la falta de planeación.